# Convenio Multidepartamental de Alcalá de Henares
El Convenio Multidepartamental para el desarrollo del proyecto universitario y para la recuperación del patrimonio histórico de Alcalá de Henares se firmó el 31 de enero de 1985. En este convenio participaron las administraciones central, autónoma, provincial, local y universitaria, permitiendo reorientar el futuro de la ciudad y rehabilitar sus edificios históricos para actividades universitarias.

## Historia

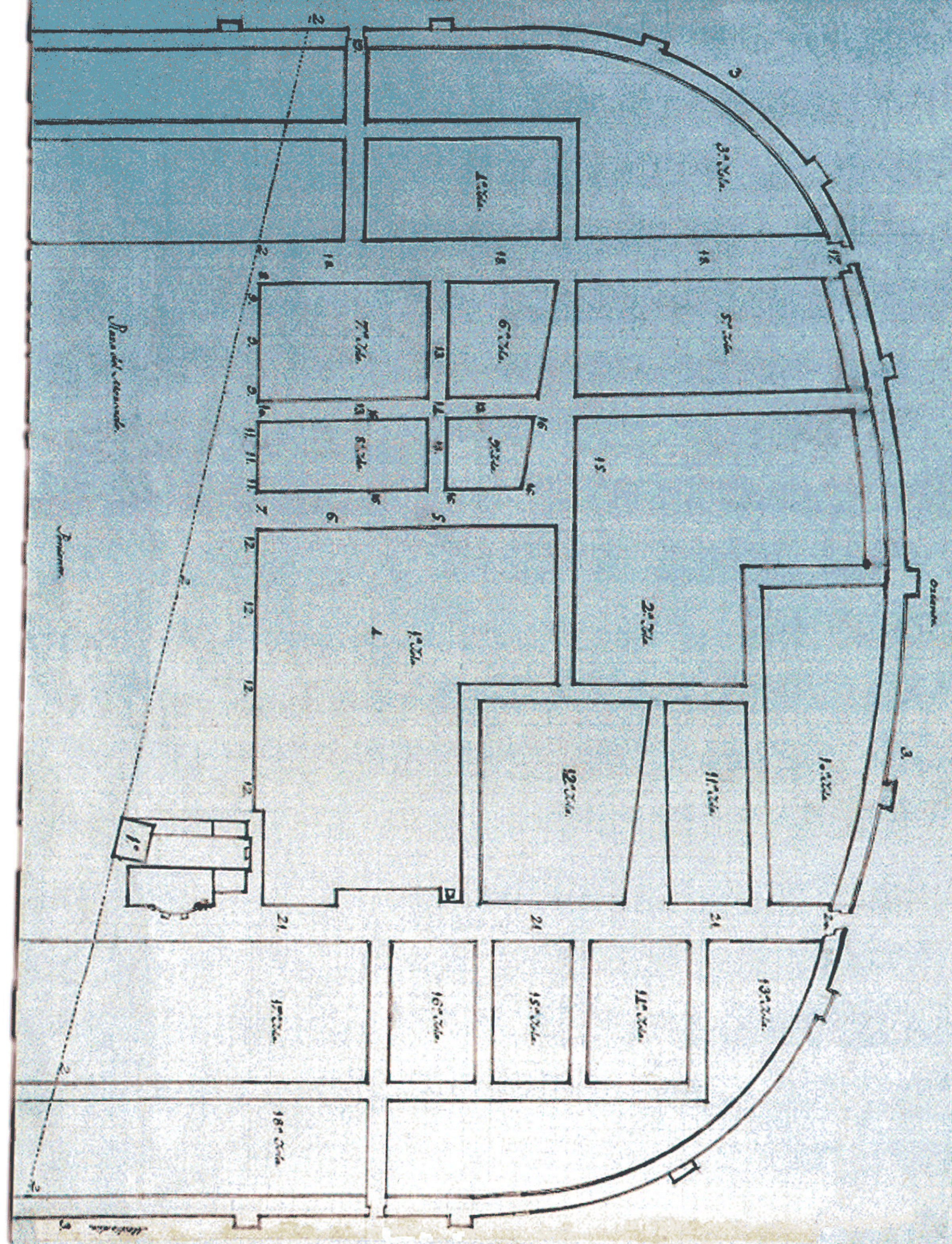
Plano del campus de la Universidad de Alcalá, fundada por el Cardenal Cisneros, según descripción de Ovando en 1564.

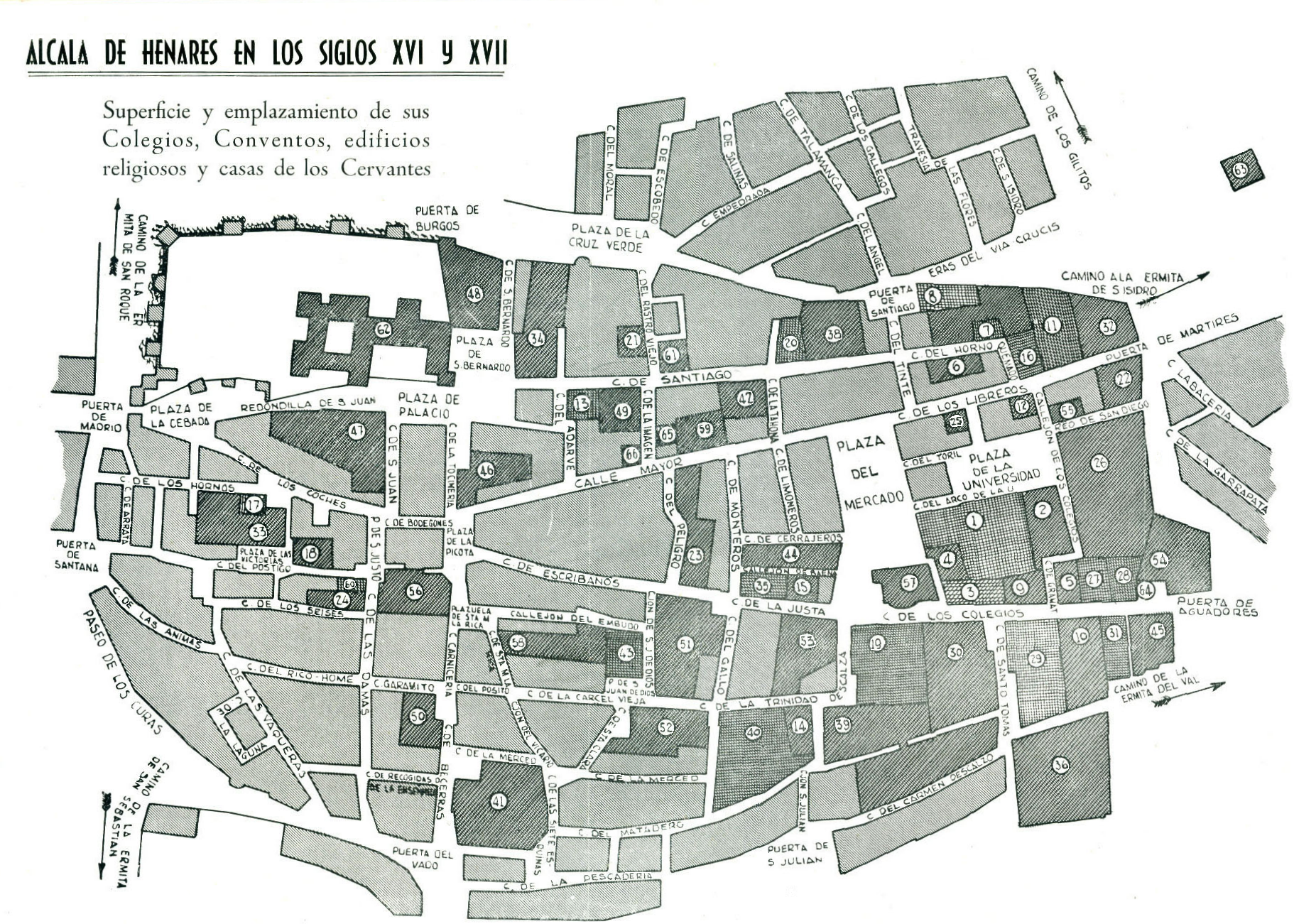
Distribución de los colegios de la Universidad de Alcalá, entre los siglos y, según Luis Astrana Marín.

A partir de 1836, con el traslado de la Universidad de Alcalá a Madrid; y con las desamortizaciones de Mendizábal y de Madoz, por las que se subastó una cuarta parte del término municipal, pasando a manos privadas numerosos edificios universitarios y religiosos; la ciudad sufrió un declive en su población y en su economía, durante aproximadamente un siglo. Gracias a la actuación de la Sociedad de Condueños y del Ejército se salvaron algunos edificios emblemáticos de su destrucción.
Desde la segunda mitad del siglo XX, con el empuje de una incipiente industrialización y un fuerte desarrollismo urbano, favorecido por la inmigración, se dispara la población alcalaína y la construcción inmobiliaria. Este resurgimiento, sin embargo, amenaza la conservación del casco antiguo de la ciudad, que se consigue detener su expolio en 1968 mediante la declaración de Conjunto Histórico.
Tras la vuelta de la Universidad de Alcalá en 1977, se inició un amplio proceso de colaboración con el Ayuntamiento de Alcalá de Henares. El objetivo era conseguir su instalación tanto en el campus exterior (Científico-Tecnológico) como en la propia ciudad, y así, rescatar para fines académicos los antiguos colegios universitarios y cuarteles, y renovar su histórico esplendor universitario. Esta incardinación Ciudad-Universidad se fraguó con el "Convenio de colaboración entre el Excmo. Ayuntamiento de Alcalá de Henares y la Universidad de esta ciudad", firmado en el Paraninfo Universitario el 16 de noviembre de 1984, por Arsenio Lope Huerta como alcalde y Manuel Gala Muñoz como rector, que suposo una inversión de 230 millones de pesetas (cerca de 1,4 millones de euros).
El siguiente paso fue el "Convenio Multidepartamental de Alcalá de Henares", firmado el 31 de enero de 1985, dando origen a todo un proceso de recuperación de la ciudad y de rehabilitación de los edificios militares para actividades universitarias.

## Participantes
El Convenio Multidepartamental de 1985 se apoyó en la colaboración entre instituciones y administraciones públicas. Se trató de un acuerdo firmado entre los Ministerios de Educación y Ciencia, Cultura, Obras Públicas y Urbanismo, y Justicia, la Comunidad de Madrid, la Diputación Provincial de Guadalajara, el Ayuntamiento de Alcalá de Henares y la Universidad de Alcalá. A título individual sus principales impulsores fueron Arsenio Lope Huerta, como alcalde del Ayuntamiento de Alcalá, y Manuel Gala Muñoz, como rector de la Universidad de Alcalá.

## Características
El Convenio Multidepartamental de Alcalá de Henares de 1985 supuso un ambicioso plan de adecuación de las infraestructuras en los campus universitarios y de equipamiento cultural urbano; con una inversión inicial de 5.500 millones de pesetas (más de 33 millones de euros) para la restauración de edificios, la construcción de un nuevo campus y la mejora de las infraestructuras urbanas en Alcalá de Henares y Guadalajara. Las intervenciones propias sobre edificios militares, adquiridos al Ministerio de Defensa y las inducidas sobre edificaciones religiosas, educativas o culturales supuso la práctica rehabilitación de cerca de un 75% de la edificación institucional en Alcalá.
En la edificación residencial se produjo una renovación en primera instancia y una progresiva rehabilitación posteriormente, inducida por la actividad derivada del Convenio de 1985, llegando aproximadamente al 28% del conjunto. El porcentaje de la rehabilitación sobre el patrimonio residencial protegido alcanzó un 50%.
Las construcciones restauradas para impulsar la recuperación, puesta en valor y mantenimiento de edificios han dotado a la Universidad de Alcalá de una personalidad singular. En esta fase ha tenido gran importancia la Oficina de Gestión de Infraestructuras y Mantenimiento de la UAH, compuesta por un amplio equipo de profesionales. Las edificaciones que se beneficiaron del Convenio Multidepartamental fueron:
| Imagen | Uso original                                                | Uso actual                                                                                                 |
| ------ | ----------------------------------------------------------- | --- |
|        | Aeródromo Barberán y Collar                                 | Campus Científico-Tecnológico de Alcalá                                                                    |
|        | Rehabilitación de edificios del Aeródromo y de nueva planta | Facultad de Biología, Ciencias Ambientales y Química de Alcalá                                             |
|        | De nueva planta                                             | Facultad de Medicina y Ciencias de la Salud de Alcalá                                                      |
|        | De nueva planta                                             | Facultad de Farmacia de Alcalá                                                                             |
|        | De nueva planta                                             | Sede de la Biblioteca Nacional de España en Alcalá de Henares                                              |
|        | Colegio de Málaga                                           | Facultad de Filosofía y Letras de Alcalá                                                                   |
|        | Colegio Máximo de la Compañía de Jesús                      | Facultad de Derecho de Alcalá                                                                              |
|        | Colegio-convento de Mínimos                                 | Facultad de Ciencias Económicas y Empresariales de Alcalá                                                  |
|        | Colegio-convento de los Trinitarios Descalzos               | Instituto de Estudios Latinoamericanos Centro de Lenguas Extrajeras Instituto Franklin-UAH                 |
|        | Colegio-convento del Carmen Calzado                         | Escuela de Arquitectura (Universidad de Alcalá)                                                            |
|        | Colegio-convento de Caracciolos                             | Estudios Hispánicos Estudios Ingleses Lenguas modernas y traducción Sala de exposiciones de la UAH         |
|        | Colegio-convento de San Basilio                             | Escuela de Artes Vicerectorado de Extensión Universitaria                                                  |
|        | Colegio-convento de San Cirilo                              | Aulario María de Guzmán Archivo de la Universidad de Alcalá Teatro experimental universitario              |
|        | Colegio-convento de la Madre de Dios                        | Museo Arqueológico Regional de la Comunidad de Madrid                                                      |
|        | Colegio-convento de San Agustín                             | Juzgados de Alcalá de Henares                                                                              |
|        | Palacio de Laredo                                           | Museo Cisneriano Centro Internacional de Estudios Históricos Cisneros Institución de Estudios Complutenses |
|        | Casa de los Lizana o Colegio de los Sevillanos              | Dependencias del Ayuntamiento de Alcalá de Henares                                                         |
|        | Restauración de edificio histórico                          | Corral de Comedias de Alcalá                                                                               |
|        | Rehabilitación de edificio histórico                        | Teatro Salón Cervantes                                                                                     |
|        | Iglesia de los Remedios                                     | Facultad de Educación en Guadalajara                                                                       |
|        | Antiguo Colegio de San José                                 | Residencia Universitaria en Guadalajara Oficinas de la Diputación Provincial de Guadalajara                |
|        | De nueva planta                                             | Conservatorio de Música de Guadalajara                                                                     |

## Reconocimientos

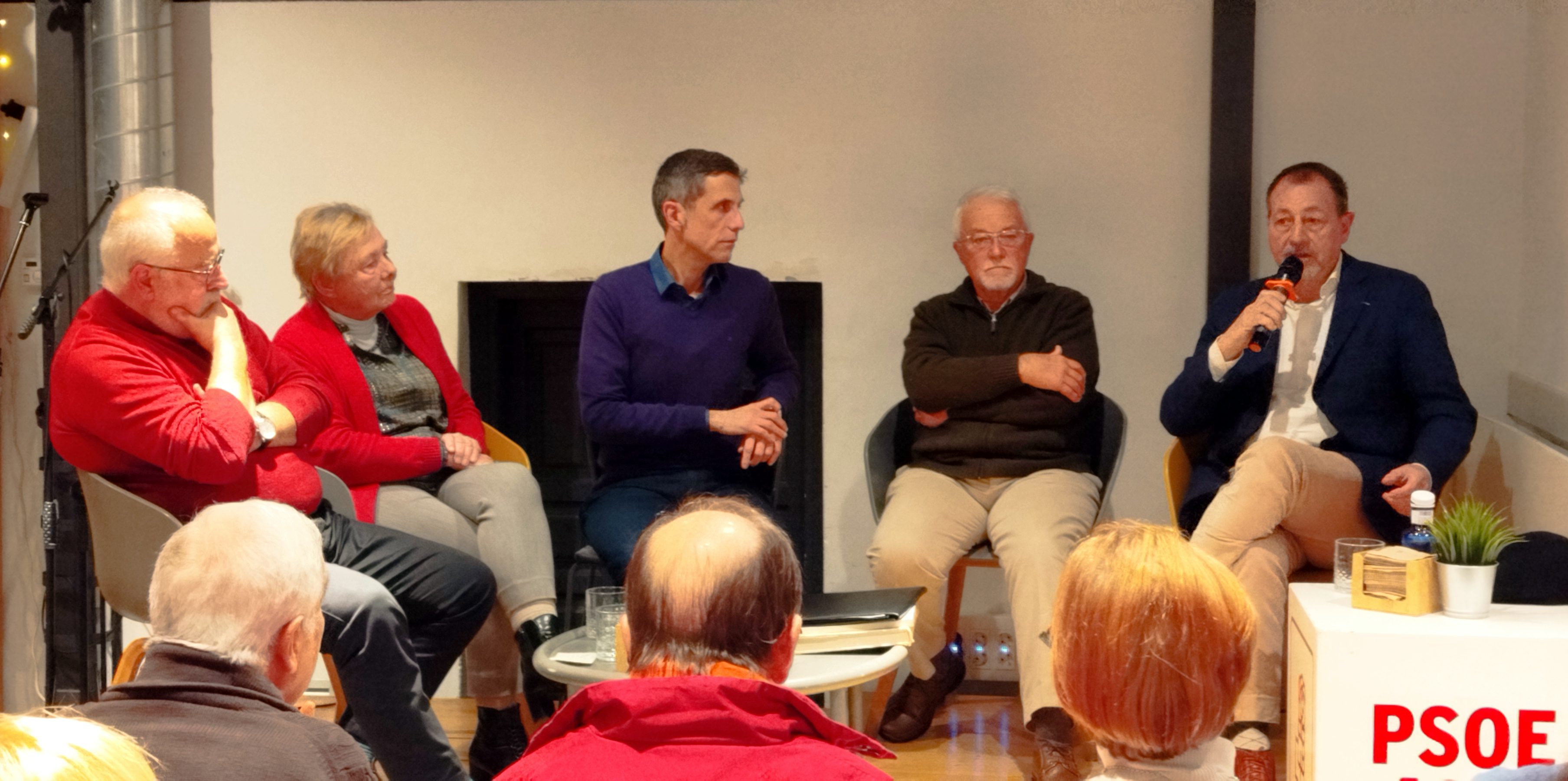
Acto de celebración del 40 aniversario del Convenio Multidepartamental

El proceso de rehabilitación física y funcional del Casco Histórico de Alcalá de Henares ha merecido el reconocimiento internacional, con premios como los de Europa Nostra (1987, 1994) de la Comisión Europea en el cuadro del Programa Cultural de la Unión Europea. Y, sobre todo, fue un proceso clave para conseguir en 1998 la declaración de  Patrimonio de la Humanidad por la UNESCO a la "Universidad y Recinto Histórico de Alcalá de Henares"; reconocimiento al conjunto histórico-artístico de la ciudad complutense y a su aportación a la cultura mundial.
El 6 de febrero de 2025 el PSOE de Alcalá de Henares organizó un acto para conmemorar los 40 años del Convenio Multidepartamental. Consistió en una mesa redonda moderada por Javier Rodríguez Palacios y como ponentes intervinieron Antonio Tornero, Genoveva Christoff, José Morilla y Rafael García Poveda. También se emitió un programa radiofónico especial en SER Henares el 4 de marzo de 2025.